# Vallhumla
Vallhumla (Bombus subterraneus) är en insekt i överfamiljen bin (Apoidea). 

## Beskrivning
Vallhumlan är en stor, mycket långtungad humla. Speciellt honorna har avlånga ansikten. Drottningen blir 26 till 28 millimeter lång och hanarna 14 till 15 millimeter. Drottning och arbetare förekommer i två färgvarieteter som kan övergå i varandra: Den mörka formen är svartbrun med mellankroppen gradvis ljusnande till brunt. Ofta har den också en blekgul till orangegul krage, ibland med en mörk fläck på mitten. Den ljusa formen har även den svartbrun grundfärg, men den gula kragen är vanligtvis obruten och ett beige band finns baktill på mellankroppen. Bakkroppen är svartbrun på de två första tergiterna, ljusbrun på tergit 3, medan bakkroppsspetsen är vit, ofta med en beige färgton. Hanen är helt annorlunda: Mellankroppen liknar honornas, dock är båda de ljusa banden ljusgula. Bakkroppen är randig i svartbrunt och gult, med de gula ränderna bredare och ljusare baktill. Humlan är korthårig, till skillnad från trädgårdshumlan, som honorna kan förväxlas med.

## Utbredning
Humlan har observerats i hela Europa med undantag av Island, och utbredningsområdet fortsätter österut via Anatolien, Uralbergen och Kaukasus till Kazakstan och norra Mongoliet. Den har emellertid gått starkt tillbaka på senare år och är nu utdöd i stora delar av Mellaneuropa. Den blev förklarad utdöd i Storbritannien 2000, men 2012 till 2016 återintroducerades arten i södra England med dräktiga humledrottningar från Sverige. Finns från västra Europa österut till norra Mongoliet samt på Nya Zeeland (där den dock inte är ursprunglig utan inplanterades i slutet på 1800-talet).
I Sverige förekom arten länge från Skåne till Mälardalen, inkluderat Öland och Gotland. Kring 1990 började den emellertid expandera mot norr, och nordgränsen går tidigt 2020-tal vid mellersta Värmland, kring Siljan i Dalarna, och norra Gästrikland.
I Finland förekommer den från Åland och sydkusten norrut till Österbotten, Mellersta Finland och Norra Savolax.
Arten är emellertid inte rödlistad, vare sig globalt, i Sverige eller i Finland.

## Ekologi
Vallhumlan föredrar öppna odlingslandskap, men uppträder i ett flertal öppna, företrädesvis torra biotoper, rika på blommande växter, som exempelvis dyner, grusstränder och saltängar vid kusten samt olika gräsmarker i inlandet. Arten kan även förekomma i stadslandskap. 
Humlan samlar framför allt pollen från ärtväxter som rödklöver och getväppling. Övriga näringsväxter är bland andra oxtunga, vallört, blåeld, honungsfacelia, vitplister och salvia.

Den övervintrande drottningen börjar söka efter en lämplig plats att bygga boet på i maj, och könsdjur (ungdrottningar och drönare) börjar framträda i augusti och september. Boet är vanligen underjordiskt, med ganska slarvigt byggda vaxceller; larverna är ofta bara delvis täckta.. 
Hanarna lokaliserar inte de unga drottningarna genom patrulleringsflygningar, som hos många andra arter, utan väntar utanför bona på att de ska komma fram.